# Ippodromo del Cristal
L'ippodromo del Cristal è un ippodromo di Porto Alegre, in Brasile. È il centro ippico più importante nello Stato del Rio Grande do Sul.
L'impianto è stato progettato dal famoso architetto uruguaiano Román Fresnedo Siri ed è considerato un notevole esempio di architettura moderna in Sud America.
Vi hanno luogo corse di cavalli il giovedì. Un evento importante è il Gran Premio di Bento Goncalves (in novembre).